# Plan-de-Baix
Plan-de-Baix è un comune francese di 142 abitanti situato nel dipartimento della Drôme della regione dell'Alvernia-Rodano-Alpi.

## Società

### Evoluzione demografica
Abitanti censiti